# Megalampitta gigantea
Megalampitta gigantea là một loài chim trong họ Melampittidae, từng có thời xếp trong Paradisaeidae.